# Michael Geisler (Basketballfunktionär)
Michael Geisler (* 22. November 1948) ist ein ehemaliger deutscher Basketballfunktionär und -schiedsrichter.

## Leben
Geisler spielte Basketball bei den Vereinen DJK Don Bosco München, DJK Sportbund München, MTSV Schwabing und Post SV Nürnberg. Während er es als Spieler bis in die Oberliga schaffte, gehörte er als Schiedsrichter jahrelang zum Bundesligakader und leitete mehr als 300 Partien in der höchsten deutschen Liga. Seine A-Schiedsrichter-Lizenz hatte er zu Beginn der 1970er Jahre erlangt.
Beim Basketballturnier während der Olympischen Sommerspiele 1972 in München gehörte er als Koordinator zum Mitarbeiterstab.
Geisler leitete jahrelang die Abteilung Schiedsrichter im Bayerischen Basketball-Verband und leitete im selben Verband zudem die Bereiche Sportorganisation und Spielbetrieb.
Von 1999 bis 2018 saß er im Vorstand des Deutschen Basketball-Bundes (DBB) und war dort als Vizepräsident für die Belange Sportorganisation, Spielbetrieb im Seniorenbereich und Schiedsrichterwesen zuständig. Im Rahmen dieses Amtes kümmerte sich Geisler unter anderem um die Aus- und Fortbildung von Schiedsrichtern, großen Anteil hatte der hauptberuflich im EVD-Bereich tätige Geisler bei der Entwicklung und Einsetzung des Computerprogramms TeamSL, das zur Lenkung des Spielbetriebs innerhalb des DBB erstellt wurde. Anlässlich seines Ausscheidens aus dem DBB-Vorstand im Juni 2018 wurde Geisler zum Ehrenmitglied des Deutschen Basketball-Bundes ernannt.